# Floripa Chess Open
Le Floripa Chess Open est un tournoi d'échecs.
Il se déroule dans la ville de Florianópolis et est considéré comme le plus grand tournoi d'échecs ouvert du Brésil (en nombre de participants).
Il est ouvert aux joueurs d'échecs du monde entier.
Le tournoi offre 90 minutes pour chaque joueur d'échecs. Il a un incrément de 30 secondes pour chaque coup. Il se déroule en 10 rondes.

## Histoire
Le Floripa Chess Open a été créé en janvier 2015 en tant que tournoi organisé au système suisse. Son objectif était de prendre en compte le calcul du classement national Elo  (EloN) et du classement Elo international (Elo I).
La première édition a eu lieu au gymnase Rosendo Lima de l'Institut national d'éducation de Santa Catarina. Elle a été marquée par la forte chaleur du climat tropical brésilien.
La première compétition comptait 261 joueurs et a été remportée par le GMI uruguayen Andrés Rodríguez, avec 8,5 points sur 10.

## Palmarès
| Année | Vainqueur           | Deuxième                |
| ----- | ------------------- | ----------------------- |
| 2015  | Andrés Rodríguez    | Neuris Delgado Ramírez  |
| 2016  | Julio Granda Zuniga | Axel Bachmann           |
| 2017  | Axel Bachmann       | Alexeï Chirov           |
| 2018  | Andrés Rodríguez    | Julio Granda Zuniga     |
| 2019  | Alexandr Fier       | Julio Granda Zuniga     |
| 2020  | Guillermo Vázquez   | Neuris Delgado Ramírez  |
| 2021  | Alexandr Fier       | Raven Sturt (MI)        |
| 2022  | Krikor Mekhitarian  | Robert Hungaski         |
| 2023  | Alan Pichot         | Diego Di Berardino (MI) |
| 2024  | Aryan Tari          | Pablo Salinas Herrera   |